# Phelekezela Mphoko
Phelekezela Mphoko, né le 11 juin 1940 dans le district de Bubi (Rhodésie du Sud) et mort le 6 décembre 2024 à Bulawayo, est un homme d'État zimbabwéen. Il est deuxième vice-président de la République du Zimbabwe du 12 décembre 2014 au 24 novembre 2017.

## Biographie
Phelekezela Mphoko est ambassadeur du Zimbabwe au Botswana et en Russie avant d'être transféré à Pretoria comme ambassadeur en Afrique du Sud. 
Le 10 décembre 2014, le président Robert Mugabe nomme Phelekezela Mphoko vice-président, aux côtés de Emmerson Mnangagwa (qui représente l'aile ZANU du parti). Robert Mugabe attribue à Phelekezela Mphoko le portefeuille ministériel de la guérison nationale, de la paix et de la réconciliation. Il prête serment en tant que vice-président le 12 décembre 2014. Le 6 juillet 2015, Robert Mugabe attribue à Phelekezela Mphoko la responsabilité de la coordination et de la mise en œuvre de la politique. 
Phelekezela Mphoko est décédé à Bulawayo au Zimbabwe le 6 décembre 2024 à l'âge de 84 ans.

## Carrière politique
Après la démission de Robert Mugabe le 21 novembre 2017 à la suite du coup d'État survenu une semaine plus tôt, sa fonction devait l'amener à assurer l'intérim de la présidence de la République,. Emmerson Mnangagwa, limogé le 6 novembre par Mugabe de son poste de vice-président, est néanmoins désigné par le ZANU-PF. Mphoko est proche de la première dame, Grace Mugabe, et est exclu du parti au pouvoir.
Le 25 novembre, un tribunal de Harare, saisi par deux Zimbabwéens, déclare constitutionnel le coup d'État et annule rétroactivement le limogeage d'Emmerson Mnangagwa de son poste de premier vice-président.
Il retourne dans son pays le 2 décembre 2017.